# 무독성 섭취
아래는 일반적인 무독성 물질의 목록이다. 다만 이는 참고 사항이며, 아래 기술한 무독성 판정 원칙을 적용해야 한다. 또한 해당 물질들이 무독성이라는 판단 기준에는 '사고로 해당 물질을 접촉, 즉 먹거나 피부에 닿았거나, 흡입했을 때'라는 조건이 붙는다. 여기서 사고라는 것은 아주 소량을 섭취했다는 의미이다. 비록 무독성이라고 하더라도, 많은 양에 접촉했을 때는 문제가 생길 수도 있다. 또 독성이 아니라고 하더라도 부작용은 있을 수 있다. 예를 들어 하얀 양초는 무독성이지만 많이 먹었을 때는 설사가 생길 수 있다. 따라서 이 문서에서 말하는 무독성이란, 소량을 먹었을 때 위험한 증상이 없는 것을 의미한다. 문서의 물질들을 섭취한 뒤 증상이 있을 경우 반드시 의사의 진료를 필요로 한다.

## 무독성 판정 원칙
김성중이 쓴 《중독 백과》에 따르면 다음과 같이 서술하고 있다.
1. 확인된 물질
2. 단일 물질
3. 어린이가 가정용 화학 물질을 섭취하였을 때는 진료를 받아야 함
4. 제품 표지에 잠재적이 독성을 나타내는 경고 표지가 없을 것
5. 섭취한 양을 정확히 알아야 함
6. 병력을 통해 노출 경로가 정확해야 함
7. 증상이 없어야 함
8. 추적 관찰이 가능해야 하고, 소아인 경우 보호자가 믿을 만하여야 함.
9. 1992년 미국의 중독 센터에 접수된 180만건 중 68.8%인 109만 건이 무독성 노출
10. 경로가 다르면 무독성도 독성이 될 수는 있다.
11. 적은 양에서는 무독성이나 많은 양에서는 독성 가능성

마크 비어스가 쓴 《The Merck Manual》에 따르면 다음과 같다.
- 흡인되었다는 증거가 없고,
- 다른 물질과 복합 안된
- 화학 물질이 아닌 단독일 때,
- 소량일 때
  - 일반적으로 무해하여 관찰만으로 충분한 물질로 이해하여야 함
  - 또 독성이 없다고 해도, 이는 특이한 증상이 없는 것이 아닌, 치료가 필요 없다는 것으로 이해하여야 할 것으로 보임

## 무독성 물질 목록

### 학용품 류
- 잉크 청색, 흑색 → 황산철(ferrous sulfate), 탄닌산(tannic acid), 몰식자산(gallic acid)를 포함하고 있으며 독성은 없다.
  - 적색, 초록색, 자주색 잉크: : aniline 염료 포함 가능성으로 대량 섭취하면 위험.
  - 볼펜 잉크는 carbitol 10% or diethyl glycol을 함유, 치사량은 30 g
→ 잉크 카트리지에 있는 양 정도는 위험하지 않다.
- 납성분의 연필은 무독성 흑연을 포함하고 있다.
- 색깔 있는 연필은 독성 색소를 함유하고 있으나 적은 양은 위험하지 않다.
- 지워지지 않는 연필은 triphenylmethene dye를 함유하여 찔린 부위에 국소 동통, 부종, 괴사 가능성은 있으나 전신 반응은 없다.
- 크레용은 stearic acid와 paraffin의 혼합물로 무해 색소로 착색 되어 있다. 인가품은 무독성으로 납, 비소, 또는 다른 독성 물질이 0.05% 이하이다.
- 크레용 중에서 적색, 오렌지색은 유해하다. 인가 표시가 없으면 paranitraniline을 형성하여 청색증과 메트헤모글로빈증을 유발하는 para red를 가지고 있는 것일 수도 있다.
- 분필은 Calcium Carbonate,와 kaolin을 가지고 있으며 색깔이 있건 없건 무독성이다.
- 공작용 찰흙이나 수용성 접착제, 풀은 대개 무독성이다. 그러나 전문가용 미술용품은 해로울 수 있다. 고무, 플라스틱 및 기타 가정용 접착제는 톨루엔, 벤젠, 크실렌과 같은 방향족탄화수소는 많은 양일 때 잠재적 독성이 있다.

### 화장품 및 세제
- 립스틱, 로션, 미용크림, 샴푸, 셰이빙 크림, 피부도포용 화장품은 대량(5g/kg 이상)이 아니면 상대적으로 안전하다. 유아용은 더욱 안전하다.(15g/kg 이상이 아니면)

활석 분말(talcum powder)은 섭취하면 해가 없으나 기도에 들어가면 폐렴, 저산소증, 기도폐쇄로 심각한 문제가 생길 수 있다. 주로 아기의 기저귀를 갈다가 문제가 생긴다.
- 손톱 매니큐어 제거액은
  1. 지방족(=aliphatic) acetate를 가지고 있으며 가벼운 위장관 장해와 중추신경 억제가 올 수 있다.
  2. 방향족 탄화수소를 가지고 있어 많은 양을 먹으면 독성이 있을 수 있다.
- 비누: 지방산과 알칼리 염을 가지고 있다. 구토가 있을 수 있다. 의료용 비누는 소량의 살균제를 포함하고 있으며 독성은 없다.
- 세제류
  1. 접시닦기용, 세탁용 분말 세제, 비누 제품은 저독성. 가벼운 점막 자극으로 위장관염이 생길 수 있다.
  2. 가정용 액체 세제도 저독성: 표백제, 효소제제, 계면활성제, 살균제, 발색제, 수질연화제가 있어도 소량이므로 독성은 증가되지 않는다
  3. 일반용 액체세제: 높은 농도의 pine oil는 독성이 있다. 독성은 turpentine과 비슷하나 1/5이다. 소나무 향은 무독성
  4. 전기접시 닦기 세제는 비교적 높은 pH로, 부식성은 약하나 점막손상 가능성은 있다. 그러므로 알칼리 섭취와 같이 보아야 한다. 주성분은 Sodium Carbonate, trisodium phosphate, Sodium tripolyphosphate, Sodium metasilicate이다. 이들 성분이 50% 이상이면 식도 화상이 생길 수 있다.
  5. 표백제는 Sodium or Calcium hypochlorite 혹은 Oxalic acid이다. 수산을 함유하는 제품(녹이나 잉크 지우개)은 부식성이 있고, 저칼슘증, 신손상을 일으킬 수 있다. 4-6%의 hypochlorite를 함유하는 가정용 표백제는 위장관 자극을 일으킬 수 있으나 식도 손상은 드물다. 전문용 표백제는 고농도로 식도손상을 일으킬 수 있으므로 알칼리 손상과 같이 취급한다.
  6. 액체 샴푸는 세제와 비누로 만들어지며 무독성이다.
  7. 건성 샴푸는 유해 물질-Isopropyl alcohol & Methyl alcohol을 가지고 있으며 유해하다.
  8. 탈취제는 알루미늄염과 살균제를 함유하고 있고 무해하다.
  9. 선탠 제제는 , ethyl alcohol, brucine sulfate, 유기용제를 함유하고 있으므로 대량이면 알코올 의존증을 일으킬 수 있다
  10. 치약은 무독성이나 대량이며 불화주석으로 구토가 생길 수 있다.

### 방취제와 소독약
- 방취제 쓰레기통, 기저귀통, 화장실용 대부분 paradichlorobenzine를 가지고 있으며 소량에서는 무독성이나 많은 양이면 구토를 시켜야 한다.
- 심지가 달린 방취제는 물, 계면활성제, 방향제를 가지고 있으며 무독성이다.

### 담배와 성냥
- 담배와 시가: 담배를 피우게 되면 니코틴을 흡수하게 되나 입으로 씹어 먹으면 구역 반사로 토하므로 거의 흡수되지 않는다. 궐련 한가치는 10–18 mg 니코틴을 가지고 있으며 독성 용량은 1 mg/kg.
  - 담배재에는 니코틴이 거의 없다.
- 성냥은 Potassium chlorate가 20개비에 220mg정도이다. 한 살 정도 아이의 중독량은 20갑 정도 먹어야 한다.

### 의약품
- Merthiloate, 머큐로크롬(Mercurochrome)은 위장관에서 흡수가 거의 없는 유기수은화합물로 중독은 극히 드물다. 그러나 umblical hernia 치료로 피부도포를 하여 중독이 생긴 경우는 있다.
- Hexachlorophene은 페놀과 같은 작용을 하며 소량은 무독성이며 치명량은 2g이다. 일반 사용 농도는 1-3%이다.
- Phenolphthalenin을 함유하는 캔디형 하제는 무독성이며 이것으로 생긴 설사는 3일내에 좋아진다.
- 불소의 치명량은 50–225 mg/kg, 성인 기준 5g.
- 호르몬형 피임약은 거의 무독성 21정 섭취해도 오심과 구토만.
- 체온계 수은: 금속 수은을 가지고 있으며 위장관에서 흡수되기 위해서는 이온화 되는데 필요한 산화과정이 너무나 느리므로 무해하다.

### 석유 증류 물질, 탄화수소류
- 가솔린 튜브를 빨다가 실수로 삼킨 사람은 구토, 기침, 호흡곤란, 기타 증상이 있을 때만 의학적 관찰 필요
- 중합체 탄화수소들—연료용 오일, 미네랄 오일, 디젤유, 아스팔트, 윤활유 이들은 흡입, 흡수 되기에는 점도가 높으므로 위장관 세척은 대개 필요 없다. 위험한 첨가물이 있으면 위장관 세척을 한다.

### 기타
- 페인트는 잠재 독성 금속 물질이 여러 가지가 있으나 흡수가 느려 독작용이 오래 있어야 나타난다.
- 건성 실내용 페인트는 0.5% 이하의 납을 함유하여 안전하다.
- 실외용 페인트는 납 함유량이 더 많다. 반복 노출되면 만성 납 중독이 생길 수 있다. 손톱 크기 조각은 100mg의 납이 있고, 이것은 일일 안전용량의 1/200이다.
- 플래시 용 건전지는 어린아이의 치사량의 1/5에 이르는 mercuric chloride가 있으나 무독성으로 간주한다.
- 수은 배터리는 mercuric oxide 5g을 가지고 있다. 용기가 깨지면 독성이 유발될 수 있다. 치사량은 100-700 mg이다.
- 카메라, 손목 시계용 원반 형 배터리는 부식성 물질, 중금속이 유출될 수 있다.
- 톨루엔, 크실렌의 치사량은 50g이다. 접착제를 물어 뜯는 정도는 무독성이다. 톨루엔을 코로 마시면 농도가 200 ppm까지 올라갈수 있으며 이는 산업장에서 허용 농도의 50배이다.

세뇨관 산증도 유발할 수 있다.
- 양초는 파라핀과 봉밀이 있으며 무독성이다. 파라핀 독성 용량은 2g/kg, 이상이다.

### 흔한 무독성 물질들
- 접착제
- Barium sulfate
- 욕조용 장난감
- 칠판용 분필 (Calcium Carbonate)
- Bromide 염
- 양초 (곤충퇴치용은 아님)
- Carbowax(Pplyethylene glycol)-실험 할 때 사용하는 고정제
- Carboxymethylcellulose (약물, 얇은 막과 기타 산물로 채워져 있는 탈수제)
- 아주까리 기름
- Cetyl alcohol (화장품 등에 사용)
- 염화물 염 피임약
- 크레용(소아용, 표시 A.P., C.P. 또는 C.S. 130-146)
- 청정제,
- 음이온과 비음이온 Dichloral (제초제)
- 건전지(만약 천공 가능성이 있다면 독성이 있다.)
- glycerol Glyceryl monostearate
- 흑연
- gums (예: accacia, agar, ghatti)
- 호르몬
- 잉크 (볼펜 한 개의 양 정도)
- iodide 염
- Kaolin lanolin lauric acid
- Linoleic acid
- 아마인 유
- 립스틱
- Magnesium Silicate (제산제)
- 성냥
- Methylcelluose
- 광물질유
- 모델링 점토
- Oxide 염
- Paraffin,
- 염화 연필
- 후추 (흑색, 다량은 예외)
- 석유
- 바셀린(Vaseline)
- Play-Doh Polyethylene glycols Polyethylene glycol stearate
- 약제 제조용의 표면활성제
- Putty (접착제의 일종)
- Red oil (터키레드 유, 황산화 아주까리 기름)
- 면도용 크림 Silica (이산화 규소)
- 경뇌유(鯨腦油): 고래의 머릿골 기름기를 압축·냉각하여 뽑아낸 기름. 기계의 윤활유(潤滑油)로 쓰임.
- stearic acid (지방산의 일종)
- 감미료
- 활석(Talc, 흡입한 경우는 예외)
- 수지
- 온도계 액 (액제 수은 포함)
- Titanium oxide Triacetin (glycerol triacetate)
- 비타민,
- 철이 있거나 없는 소아용 복합제
- 개인 용품
  - 눈 메이크 업
  - 립스틱
  - 목욕비누
  - 무스
  - 방취제
  - 비누
  - 샴푸( 적은 양)
  - 선탠 크림
  - 쉐이빙 크림
  - 체온계 수은
  - 치약
  - 화장수
  - 화장품류
- 의약품
  - 과산화수소(3%)
  - 산화아연 볼펜잉크
  - 스테로이드
  - 수성펜
  - 제산제
  - 피임약
  - 항생제 대부분
- 학용품
  - 고무
  - 접착제
  - 그리스
  - 분필
  - 방향제
  - 연필
  - 진흙
  - 크레용
  - 풀
- 기타 가정용
  - 표백제
  - 담배 (적은 양)
  - 신문지
  - 실리카 겔
  - 양초
  - 윤활유
- 세제
  - 가정용 표백제 (2-5% sodium hydrochloride)
  - 세탁용 세제
  - 직물 연화제.